# Paweł Spyra
Paweł Spyra (ur. ?, zm. po 1990) – polski działacz partyjny i państwowy, nauczyciel, w latach 1976–1985 prezydent Bytomia, w latach 1985–1990 wicewojewoda katowicki.

## Życiorys
Ukończył studia magisterskie, z zawodu nauczyciel. W latach 60. rozpoczął pracę w IV Liceum Ogólnokształcącym im. Jana Smolenia w Bytomiu, w 1966 objął funkcję dyrektora szkoły (przekształconej wówczas w V LO). Pozostał nim do 1967. Wieloletni działacz Polskiej Zjednoczonej Partii Robotniczej. W 1976 zastąpił Tadeusza Przybylskiego na stanowisku prezydenta Bytomia, zajmował je do 1985. Następnie do 1990 pozostawał wicewojewodą katowickim. W latach 70. i 80. kierował również Towarzystwem Miłośników Bytomia.
Zmarł po 1990. Pochowany na cmentarzu przy ul. Kraszewskiego w Bytomiu.